# Evangelia Psarra
Evangelia Psarra (Grieks: Ευαγγελία Ψάρρα) (Thessaloniki, 17 juni 1974) is een Grieks boogschutster.

## Carrière
Psarra nam zes keer deel aan de olympische Spelen, van 2000 tot 2020. Ze veroverde brons in 2003 op het wereldkampioenschap indoor.

## Erelijst

### Wereldkampioenschap
- 2003:  Nîmes (indoor, individueel)